# 曾比特
曾比特（英語：Mike Tsang Pei Tak，1993年11月7日—），香港男歌手，2019年參加ViuTV選秀節目《全民造星II》，首次讓大眾認識。2020年加入香港環球唱片，出道歌曲《我不如》於2021年推出，先後登上香港三台音樂榜首位，並為他贏取首個香港「金曲奬」及「叱吒樂壇生力軍男歌手銅獎」、「香港金曲男新人金獎」等新人獎。
2022年，出道一年的曾比特憑內地歌唱綜藝節目《聲生不息》及《披荊斬棘》的表現成功開拓內地市場，翌年在上海、成都、大灣區等9個城市首次展開巡演。2024年再憑獻唱王家衛《繁花》及無線電視《婚後事》劇集歌曲踏足星馬台等海外華人市場。
除此之外，曾比特曾獲得的主要獎項包括《十大中文金曲頒獎音樂會》「優秀流行歌手大獎」，以及《新城勁爆頒獎禮》「勁爆十大卓越歌手」。

## 早年生活
曾比特生於中國廣東汕尾，家中排行第三，小時隨父母移居香港，在牛頭角下邨長大。父親早逝，兄姐三人在單親家庭成長。 曾比特就讀觀塘官立小學上午校及天主教普照中學。中學時代積極備戰投考消防員，卻被老師發掘加入校內合唱團，從此對音樂產生興趣， 並在2013年開始兼職，賺取薪金跟隨歌唱導師陳倩妮學習，屬啤老師門下生。
中六文憑試後，他入讀香港知專設計學院數碼音樂及媒體課程，真正研習與音樂相關課程後便受到啟發更熱愛音樂。畢業後，他投身音樂行業，一邊當音響師和歌唱老師，一邊在婚禮、年會、餐廳等商業場合登台演唱。
曾比特從高中開始參加歌唱比賽，曾經在4年內參與30多場比賽，獲得獎項包括：2013年《全港中學校際歌唱大賽》季軍、2015年《第六屆我敢唱發SING大比拼2015》青蔥組冠軍、2017年慶回歸20周年《銀河新星青年歌唱大賽》公開組冠軍等。 2017年9月，曾比特在《i-Sing 我星我唱》香港區選拔賽奪得冠軍，代表香港到仰光參加《i-Sing World 2017》世界大賽，最後贏得殿軍，敗給西班牙和印尼選手。

## 演藝生涯

### 2019-2021年：參加選秀節目到出道奪新人獎
2019年，曾比特參加ViuTV選秀節目《全民造星II》取得第八名，獲導師之一Eric Kwok賞識，2020年被引薦加入環球唱片，於2021年1月以新人身份出道。
2021年1月8日，首支派台歌曲《我不如》推出，並陸續取得商業電台音樂流行榜《903專業推介》冠軍、香港電台《中文歌曲龍虎榜》亞軍、無綫電視《勁歌金榜》和 ViuTV《Chill Club 推介榜》冠軍，令他成為歷來第三位剛出道即奪得三台冠軍歌成績的男新人。 其後8月，《我不如》也獲得《2021勁歌金曲優秀作品第一回》「得獎金曲」榮譽。
2021年8月，環球音樂 (中國)重組運營戰略，曾比特連同香港環球唱片旗下全部歌手同時被納入寶麗金唱片中國旗下。
2022年1月，曾比特榮獲他首個新人獎：香港商業電台《2021年度叱咤樂壇流行榜頒獎典禮》「叱咤樂壇生力軍男歌手銅獎」； 並在同年7月於香港電台及無綫電視合辦的《香港金曲頒獎禮 2021/22》中再奪「香港金曲男新人金獎」，亦憑《我不如》贏得「香港金曲金曲奬」。

### 2022年：開拓內地市場、首張專輯、首次個人音樂會
2022年是曾比特事業突破的一年。作為新人，他參與了內地兩檔大型節目，讓內地非粵語區的觀眾認識到他的名字，從而打開了內地市場，也迎來個人首張專輯和首次專屬音樂會等機會。
《聲生不息》、《披荊斬棘2》
2022年3月至7月，曾比特參加芒果TV與無綫電視聯合製作的音樂真人騷《聲生不息》，並在4月24日第一集播出之初舞台競演中，以翻唱1984年由林志美原唱的《初戀》一曲，獲現場觀眾投選為「全場排名第一歌曲」，同時登上微博「文娛榜」熱搜頭十名，閱讀量在一日後破2328萬。 另外《初戀》在YouTube上架七天後亦超過100萬次點擊。 面對林子祥、葉蒨文、李克勤、楊千嬅、李健、李玟等前輩，曾比特在節目中被冠「最大黑馬」的稱號， 也憑《聲生不息》在內地人氣急升，節目首集播放後，微博粉絲人數由約3500名，於7月底衝破100萬。
2022年6月至10月，受邀加入芒果TV另一綜藝真人實境節目《披荊斬棘》的曾比特，在6月29日初舞台拍攝時，出道時間還未夠1年半，是歷屆參賽者入行資歷最淺，故與出道數十年的亞洲華人巨星及前輩進行競賽（如吳建豪、任賢齊、杜德偉、蘇有朋等），被視為越級挑戰。 雖然最後躋身成團夜卻未能成團，曾比特的歌唱才華在節目中多次被肯定， 也獲得音樂總監陳偉倫公開表揚其專業精神及對音樂的堅持。
首張專輯、首次個人音樂會、首次央視晚會
2022年4月23日，單曲《我以為》在香港、內地同時推出，在香港電台《中文歌曲龍虎榜》、廣東廣播電台《粵語歌曲排行榜》、內地《華語金曲榜》相繼奪得冠軍，也讓曾比特首次打入中央人民廣播電台MusicRadio《中國Top排行榜》第二位。 同月29日，《奔跑吧！》國語版上線，在全國《音樂先鋒榜》登上首位。 5月18日，首張個人專輯《MIKE》面世，收錄了11首歌曲，包括《我不如》、《我不是邱比特》、《奔跑吧！》、《我以為》、《初戀》等，並連續三周成為香港唱片商會銷量榜冠軍。 同年6月，為慶祝香港特區25周年，港台電視製作微電影《手錶》的同名插曲《手錶》在粤港澳大灣區同步推出，由著名音樂人陳少琪先生邀請曾比特演唱，其後也登上香港電台《中文歌曲龍虎榜》第一位。
2022年8月19日及27日，曾比特在廣州中央車站和佛山甲殼蟲 Live House 舉辦了人生首次專場音樂會《曾比特 2022 點亮多面精彩音樂會》，兩場爆滿。 同月30日，他受邀以演講者出席由中國記協、中共湖南省委轄下機構指導和主辦的「2022中國新媒體大會：《塑造可信可愛可敬中國形象》國際傳播論壇」，為「港樂文化的新時代表達與構建」發表了主題演講。
2022年9月10日，首次獲中國中央電視台邀請，在《2022年央視秋晚》和內地歌手黃齡獻唱《千千闋歌》，於第一波陣容官宣的曾比特獲內地網民盛讚台風穩； 同一晚上，他在央視電影頻道 (CCTV-6) 舉辦的《「明月知我」閩江之心中秋電影雲歌會》上也有演唱。
回港兩地發展
2022年12月2日，回港後隨即推出的新歌《重見》，繼《我不如》後成為曾比特第二首香港三台冠軍歌，也在加拿大星島A1中文電台《加拿大A1流行榜》、廣東廣播電台《粵語歌曲排行榜》和內地《華語金曲榜》登上榜首。 回港後被問及未來發展方向時，他表示希望同時照顧內地及香港樂迷的需要，會專注創作，推出更多作品。
2022年12月，曾比特獲得《2022年度YAHOO!搜尋人氣大獎》頒獎禮「樂壇新勢力（男歌手）獎」及《新城勁爆頒獎禮2022》「勁爆突破歌手」獎，也憑《我以為》首奪「勁爆歌曲」。

### 2023年：主力現場表演、首個巡演、再參與音綜
2023年的曾比特以現場表演為主。從2022年11月至2023年7月，回港後9個月內參與20多場內地及港澳大型節目和音樂會。其中，國家級演出包括2023年3月在中央廣播電視總台及粵港澳政府主辦的《2023揚帆遠航大灣區音樂會》以及6月在中國電影頻道 (CCTV-6)舉辦的《「灣區升明月」2023大灣區電影音樂晚會》，是次為曾比特在內地亮相一年多內，第五次獲邀上央視台晚會。  另外，同年3月為著名音樂人林敏驄先生兩場作品展擔任嘉賓時，也獲林敏驄先生點名表示欣賞及讚揚為「年青一代唱得最好」的歌手。
2023年6月，個人首次巡迴音樂會《曾比特Mike穿梭巡迴音樂會》在內地拉開序幕，首站門票在開售即日售罄， 其後7個月橫跨大灣區、上海、成都等9個城市，9場爆滿。最後一站於2024年1月在廣州中山紀念堂，3238座位同樣全部售罄。
2023年9月至10月，曾比特為無錢電視J2節目《我要瞓鬥》首次擔任真人騷主持。 接著，11月至12月，為南方報業GDToday拍攝唱作音樂綜藝節目《唱遊大灣區》，與音樂製作人鄧智偉先生走訪大灣區創作歌曲，並在節目裡發布新歌《致青春》。 9月至12月期間，他也同時參加內地東方衛視製作的音樂競演節目《我們的歌 (第五季)》，繼第二季的鄧紫棋和第四季的許靖韻後，成為香港新聲歌手代表， 並與大前輩庾澄慶組隊搭檔獲得第一輪競演第一名， 也分別和A-Lin、光良、杜德偉等前輩多次合唱。
至於派台歌方面，2月10日，曾比特翻唱張國榮的《有誰共鳴》上線，是香港環球唱片推出由多名香港新晉歌手向張國榮致敬的《Remembering Leslie》企劃中，第二首以單曲形式派台的歌曲。 《有誰共鳴》在4月1日登上無綫電視《勁歌金榜》第一位，成為該專輯在五台榜內第一首冠軍歌，並且在香港電台《中文歌曲龍虎榜》最高登上第二位，也是唯一一首能打入兩台榜的歌曲。同年9月27日，香港環球唱片發行《Sing Outside the Box》數碼雜錦專輯，也收錄了曾比特兩首新合唱歌：與陳葦璇的《旋轉拍賣》和與毓麟的《接觸不良》。
2023年12月8日，相隔一年後再推出的個人新單曲《魔氈》，在無綫電視《勁歌金榜》和廣東廣播電台《粵語歌曲排行榜》翌年登上榜首，也讓曾比特初次一同打入中央人民廣播電台旗下兩個電台音樂榜頭三位，分別為全國MusicRadio《中國Top排行榜》及大灣區之聲《華夏原創金曲榜》。
2023年12月，曾比特榮獲內地《第二十屆亞洲音樂盛典》頒發「年度傳媒推薦男歌手」獎。 同月30日，《旋轉拍賣》在《新城勁爆頒獎禮2023》也贏得「勁爆合唱歌曲」獎。

### 2024年至今：獻唱中港劇集歌曲踏足國際華人市場
《繁花》、《婚後事》
2023年底，曾比特被著名導演王家衛先生挑選，為他首部執導的電視劇《繁花》獻唱插曲，分別是1989年由蘇芮原唱的《再回首》和同年由陳百強原唱的《一生何求》。全劇共有57首經典金曲，其中4首為重新翻唱，曾比特佔了兩首。 《繁花》在內地央視八套、央視一套、騰訊視頻、東方衛視、江蘇衛視首播；2024年在香港無線電視及台灣MyVideo播放； 2025年並宣佈經MUBI、西班牙Filmin平台、SBS F!L UHD和Criterion Channel頻道在歐洲、拉丁美洲、印度、韓國、北美洲、英國、愛爾蘭、澳洲及新西蘭播出。 2024年1月，曾比特版本《再回首》率先在中港台及星馬地區數碼音樂平台上架，並在一周後登上中國內地兩大音樂平台 QQ音樂和酷狗音樂《香港地區榜》第一位， 其後在中央人民廣播電台大灣區之聲《華夏原創金曲榜》等多個內地電台榜奪得冠軍， 也首次讓他打入《全球華語歌曲排行榜》、《中國歌曲排行榜》和《全球華人歌曲排行榜》等大型華語流行音樂榜前列位置。 同年6月推出的《一生何求》也為曾比特在內地取得好成績。
2024年2月，為無線電視劇集《婚後事》獻唱主題曲《傾城》，是翻唱了1997年許美靜的原曲。同年3月，曾比特版《傾城》在各大音樂平台上架， 隨即登上香港iTunes Store 銷售冠軍，並連續一週穩居前三位， 一個月後仍在前十位置。 隋着《婚後事》在內地、星馬地區及台灣TVBS播放後，這歌曲也在中國酷狗音樂《香港地區榜》、KKBOX新加坡和馬來西亞分別兩地的《粵語新歌榜》、KKBOX新加坡《粵語單曲榜》相繼登上榜首，以及KKBOX台灣《粵語新歌榜》第二位， 助他成功步入國際華人市場。
中央總台演出、再上音綜、首次海外表演
2024年9月，他先後為中央廣播電視總台三項大型活動獻唱： 9月10日，在北京舉辦的「《勇立潮頭大灣區》融媒體行動發佈會」上，首次披露中央為慶祝澳門回歸25週年的特製歌曲《盛開到未來》； 9月17日，繼2022年後再次參與《央視中秋晚會》，並以香港歌手身份，代表香港和內地歌唱家張英席、台灣歌手吳克群、澳門蔡高中學合唱團一同演唱壓軸歌曲《燈火裡的中國》； 最後在9月22日，第二年在中國電影頻道舉辦的《「灣區升明月」2024大灣區電影音樂晚會》上演唱。
2024年9月至11月，再次參加芒果TV/湖南衛視的音綜，這次為現場直播不修音的歌唱競演真人騷《下一戰歌手》。曾比特表現引人注目， 參賽歌曲《碌卡》、《倒數》、《愛》、《敢愛敢做》及《白玫瑰/紅玫瑰》（曾比特版）相繼在內地酷狗音樂《香港地區榜》登上頭三位。 同年10月至翌年2月，首次參與廣播劇錄製，為香港電台第二台長篇廣播劇《畢得鳥劇場》聲演常駐角色。
2024年10月19日，曾比特出道後第一次海外演出，為馬來西亞電台MY FM台慶《MY FM BIG SHOW 好玩樂園》在雲頂高原獻唱。
新歌及獎項
2024年11月15日，第一首原創國語歌曲《Talk To Me》面世，並經數碼音樂平台全球推出。《Talk To Me》隨即在香港新城電台 2024年第38、39期的《國語力排行榜》新上榜即蟬聯兩周冠軍， 同時在中央人民廣播電台大灣區之聲電台《華夏原創金曲榜》、全國《音樂先鋒榜》和酷狗音樂《香港地區榜》登上首位，也在內地其他大小音樂榜取得佳績。
2024年為曾比特帶來多個歌手及歌曲獎。6月17日，他憑《再回首》在上海國際電影電視節的《2024影視音樂盛典》中贏得「年度電視劇金曲」獎。 6月23日，首次榮獲香港電台《十大中文金曲》「優秀流行歌手大獎」（簡稱「十優歌手獎」），同時也憑《魔氈》奪「十大中文金曲獎」。 6月30日，《第十五届華語金曲獎》揭幕，曾比特獲大會頒發「我最喜愛男歌手（香港）獎」，又憑《重見》奪「十大華語金曲（粵語）獎」。 9月25日《2024微博音樂盛典頒獎典禮》在北京水立方舉行，為曾比特迎來「年度期待歌手」首個微博音樂獎。 12月28日舉行的《新城勁爆頒獎禮2024》，《Talk To Me》贏得「勁爆國語力歌曲（金獎）」，而曾比特也首度獲頒「勁爆十大卓越歌手獎」榮譽。
2025年
2025年1月20日，第二首原創國語歌曲《養分》推出， 並一周後在內地QQ音樂《香港地區榜》及《環球音樂榜》空降冠軍， 其後也在香港和內地多個電台音樂榜，以及初次在馬來西亞的MY FM電台《MY FM Music20》和 Astro XUAN官方網站《元氣娛玩榜》登上榜首（其中在XUAN達6週冠）。 1月28日，曾比特首次參與《2025年央視春晚》，在「喜劇歌曲《妥妥的》」及「結束曲《難忘今宵》」兩個環節獻唱。 其後在2月12日舉行的《2025年央視元宵晚會》，曾比特在「一起唱過的歌」國際金曲環節上演唱英文歌。 加上1月的《揚帆遠航大灣區—2025新年音樂會》及《2024年「經典之夜」年度盛典》，令他成為唯一香港歌手，在2025新年期間央視四大國家級晚會都有演出。
2025年6月2日，曾比特再次榮獲香港電台《十大中文金曲》「優秀流行歌手大獎」，《Talk To Me》同時也奪「十大中文金曲獎」。

## 教學事業
除唱歌外，曾比特也熱愛歌唱教學，2017年開始教唱歌，出道前已開辦歌唱學校及工作室Insane Voice Production。正式加入樂壇後，他仍繼續當歌唱老師，分享唱歌和舞台經驗給喜歡唱歌的人，也為學員安排公開演出機會實踐學習，回饋新一代。 在音樂製作和演出層面上，曾比特也曾邀請他學校的學員參與自己的單曲錄製，以及在公開活動上一起同台表演。

## 軼事
曾比特頂着爆炸頭髮型，經常被問頭髮是真還是假的。他坦言爆炸頭源自一次“epic fail”，在參加ViuTV《全民造星II》節目中轉換髮型時，天生頭髮微鬈的他揀了韓流鬈髮，豈料燙髮後變了小爆炸髮型。因效果不錯就決定保持，直言如果沒有脫髮，想維持爆炸頭髮型到60歲。
除了髮型外，很多人也好奇他的名字是否藝名。曾比特表示「比特」是真名，源自父母的期許，希望他成為「比較特別」的人。
2025年1月，在接受香港電台第二台《三五成群》節目訪問時，曾比特透露兒時來港後全家曾改名姓「梅」，中小學時期他名字是「梅比特」，直到18歲成年後才把姓氏改回「曾」。起因他爸爸先來港的時侯，文件上的錯誤導致爸爸取了「梅」的姓氏，及後一家人便跟隨姓「梅」。

## 音樂作品

### 個人唱片
| 專輯 # | 專輯名稱 | 專輯類型 | 發行公司         | 發行日期      | 曲目 |
| ------ | -------- | -------- | ---------------- | ------------- | --- |
| 1st    | MIKE     | 大碟     | 環球唱片（香港） | 2022年5月18日 | 曲目 1. 我不如 2. 我不是邱比特 3. 新年快樂 4. 奔跑吧 5. 我以為 6. 初戀 原唱:林志美 7. 奔跑吧(ONE PROMISE合唱版） 8. 我不是邱比特 (合唱版) 曾比特與JC 陳詠桐合唱 9. 奔跑吧! 國語版 10. 手望（Gin Lee守望合唱版~Chill Club live version）（豪華版BonusTrack） 11. 娛樂人生（Chill Club live version）（豪華版BonusTrack） 12. Yes & No（Chill Club live version）（普通版BonusTrack） |

### 單曲
| 推出日期 | 曲目                   | 作曲           | 填詞          | 編曲                                | 監製              | 備註                                            |
| 2021年   |                        |                |               |                                     |                   |                                                 |
| 1月8日   | 我不如                 | Eric Kwok      | 林若寧        | 張子堅                              | Eric Kwok         |                                                 |
| 5月21日  | 我不是邱比特           | Eric Kwok      | 林若寧        | 張子堅／Eric Kwok                   | Eric Kwok         |                                                 |
| 7月9日   | 我不是邱比特（合唱版） | Eric Kwok      | 林若寧        | 張子堅／Eric Kwok                   | Eric Kwok         | 與JC陳詠桐合唱                                  |
| 10月12日 | 奔跑吧!                | TAKUMA         | 林若寧        | Adam Diaz／Eric Kwok                | Eric Kwok         | 另與ONE PROMISE Duet Version                    |
| 2022年   |                        |                |               |                                     |                   |                                                 |
| 1月19日  | 新年快樂               | Eric Kwok      | 林若寧        | 張子堅／Eric Kwok                   | Eric Kwok         |                                                 |
| 4月22日  | 我以為                 | Eric Kwok      | 林若寧        | Leonaka                             | Eric Kwok         |                                                 |
| 4月29日  | 奔跑吧!（國語版）      | TAKUMA         | 陳羽章        | Adam Diaz／Eric Kwok                | Eric Kwok         |                                                 |
| 5月6日   | 初戀                   | 村下孝藏       | 鄭國江        | JNYBeatz                            | 周初晨            | 翻唱林志美歌曲                                  |
| 5月31日  | 前                     | 張家誠         | 陳少琪        | 張家誠                              | 張家誠／陳少琪    | 群星合唱 《香港特別行政區成立25周年紀念》主題曲 |
| 6月24日  | 手錶                   | 韋啟良         | 陳少琪        | 韋啟良                              | 韋啟良            | 香港電台回歸微電影《出發2022》單元插曲          |
| 12月2日  | 重見                   | Eric Kwok      | 鄭敏          | 張子堅                              | Eric Kwok／周初晨 |                                                 |
| 2023年   |                        |                |               |                                     |                   |                                                 |
| 2月10日  | 有誰共鳴               | 谷村新司       | 小美          | JNYBeatz                            | Eric Kwok         | 翻唱張國榮歌曲                                  |
| 9月27日  | 旋轉拍賣               | 張子晴／王紫銘 | 林若寧        | 褚鎮東                              | 舒文              | 與陳葦璇合唱                                    |
| 9月27日  | 接觸不良               | 羽田           | 林若寧        | 羽田                                | Eric Kwok         | 與毓麟合唱                                      |
| 12月8日  | 魔氈                   | 羽田           | 陳羽章        | 羽田                                | Eric Kwok         |                                                 |
| 2024年   |                        |                |               |                                     |                   |                                                 |
| 1月18日  | 再回首（國語）         | 盧冠廷         | 陳樂融        | 陳子龍                              | 周初晨/陳子龍     | 翻唱蘇芮歌曲 電視劇《繁花》插曲                 |
| 3月1日   | 傾城                   | 陳佳明         | 黃偉文        | Chris Polanco / Freddie Lo / 劉易昇 | 劉易昇            | 翻唱許美靜歌曲 電視劇《婚後事》主題曲           |
| 6月21日  | 一生何求               | 王文清         | 潘偉源        | Kelly.c@Kc-Studio                   | 周初晨            | 翻唱陳百強歌曲 電視劇《繁花》插曲               |
| 11月15日 | Talk To Me（國語）     | 胡臻/SHU       | 陳羽章/細John | 胡臻                                | 周初晨/Eric Kwok  |                                                 |
| 2025年   |                        |                |               |                                     |                   |                                                 |
| 1月20日  | 養分（國語）           | 張簡君偉       | 張簡君偉      | Terence Teo                         | 周初晨            |                                                 |

### 派台歌曲成績
| 派台歌曲成績（五台）                                      | 派台歌曲成績（五台）   | 派台歌曲成績（五台） | 派台歌曲成績（五台） | 派台歌曲成績（五台） | 派台歌曲成績（五台） | 派台歌曲成績（五台） | 派台歌曲成績（五台）                                                            |
| --------------------------------------------------------- | ---------------------- | -------------------- | -------------------- | -------------------- | -------------------- | -------------------- | ------------------------------------------------------------------------------- |
| 唱片                                                      | 歌曲                   | 903                  | RTHK                 | 997                  | TVB                  | ViuTV                | 備註                                                                            |
| 2021年                                                    |                        |                      |                      |                      |                      |                      |                                                                                 |
| MIKE                                                      | 我不如                 | 1                    | 2                    | ×                    | 1                    | 1                    | 首支三台冠軍歌 出道作品                                                         |
| MIKE                                                      | 我不是邱比特           | 16                   | 1                    | ×                    | 2                    | -                    | 加拿大至 HIT 中文歌曲排行榜：5                                                  |
| MIKE                                                      | 我不是邱比特（合唱版） | -                    | -                    | ×                    | -                    | 7                    | 與JC陳詠桐合唱 加拿大至 HIT 中文歌曲排行榜：10                                  |
| MIKE                                                      | 奔跑吧！               | 2                    | 2                    | -                    | -                    | -                    | 加拿大至 HIT 中文歌曲排行榜：6                                                  |
| 2022年                                                    |                        |                      |                      |                      |                      |                      |                                                                                 |
| MIKE                                                      | 新年快樂               | -                    | 10                   | 2                    | 3                    | -                    | 加拿大至 HIT 中文歌曲排行榜：3                                                  |
| MIKE                                                      | 我以為                 | -                    | 1                    | 2                    | ×                    | ×                    |                                                                                 |
|                                                           | 手錶                   | ×                    | 1                    | ×                    | ×                    | ×                    | 香港電台回歸微電影《出發2022》單元插曲 加拿大至 HIT 中文歌曲排行榜：1           |
|                                                           | 重見                   | -                    | 1                    | 1                    | 1                    | -                    | 三台冠軍歌 跨年上榜（RTHK、997） 翌年上榜（TVB） 加拿大至 HIT 中文歌曲排行榜：8 |
| 2023年                                                    |                        |                      |                      |                      |                      |                      |                                                                                 |
| Remembering Leslie                                        | 有誰共鳴               | -                    | 2                    | -                    | 1                    | -                    | 翻唱張國榮歌曲                                                                  |
|                                                           | 旋轉拍賣               | -                    | -                    | 4                    | ×                    | ×                    | 與陳葦璇合唱                                                                    |
|                                                           | 魔氈                   | -                    | 2                    | 2                    | 1                    | ×                    | 跨年上榜（997） 翌年上榜（RTHK、TVB）                                           |
| 2024年                                                    |                        |                      |                      |                      |                      |                      |                                                                                 |
|                                                           | 傾城                   | ×                    | ×                    | ×                    | 3                    | ×                    | 翻唱許美靜歌曲 無綫電視劇《婚後事》主題曲                                       |
| 繁花 The Original Music & Soundtrack of Blossoms Shanghai | 再回首（國）           | -                    | -                    | -                    | -                    | ×                    | 翻唱蘇芮歌曲 電視劇《繁花》插曲                                                 |
| 繁花 The Original Music & Soundtrack of Blossoms Shanghai | 一生何求               | -                    | -                    | 4                    | -                    | ×                    | 翻唱陳百強歌曲 電視劇《繁花》插曲                                               |
|                                                           | Talk To Me（國）       | -                    | 2                    | -                    | 8                    | ×                    | 跨年上榜 新城國語力排行榜：(1)                                                  |
| 2025年                                                    |                        |                      |                      |                      |                      |                      |                                                                                 |
|                                                           | 養分（國）             | -                    | 1                    | -                    | 2                    | -                    | 新城國語力排行榜：1                                                             |

| 各台冠軍歌總數（五台） | 各台冠軍歌總數（五台） | 各台冠軍歌總數（五台） | 各台冠軍歌總數（五台） | 各台冠軍歌總數（五台） | 各台冠軍歌總數（五台） |
| ---------------------- | ---------------------- | ---------------------- | ---------------------- | ---------------------- | ---------------------- |
| 903                    | RTHK                   | 997                    | TVB                    | ViuTV                  | 備註                   |
| 1                      | 5                      | 1                      | 4                      | 1                      | 五台冠軍歌總數：0      |

- （*）仍在榜上
- （-）未能上榜
- （×）沒有派往該台，其中由於新城與包括其所屬環球唱片的四大唱片公司版稅紛爭
- （(1)）兩周冠軍

## 演出作品
曾比特出道後主力現場演唱，在2023年全年曾演出過接近40場舞台表演，包括他自己的個人音樂會、中港電視台大型晚會和音綜、中港澳群星演唱會等。他是極少數出道未夠三年已被邀請參與內地三檔大型音樂綜藝節目的年輕歌手。 除了《聲生不息》節目內《初戀》和《單車》的表演曾登上微博熱搜榜外，《夢中人》、《髮如雪》、《紅塵來去一埸夢》、《千千闋歌》、《別問很可怕》等音綜演出都引起網民關注討論，表現突出。  詳情請參閱曾比特演出作品列表。

### 個人演唱會
| 曾比特個人演唱會 | 曾比特個人演唱會              | 曾比特個人演唱會             | 曾比特個人演唱會                                            |
| ---------------- | ----------------------------- | ---------------------------- | ----------------------------------------------------------- |
| 日期             | 音樂會名稱                    | 場地                         | 備註                                                        |
| 2022年           |                               |                              |                                                             |
| 8月19日          | 曾比特2022點亮多面精彩 音樂會 | 廣州中央車站展演中心         | - 首個個人專場音樂會 - 兩場爆滿 - 嘉賓：賀三、四喜丸子      |
| 8月27日          | 曾比特2022點亮多面精彩 音樂會 | 佛山甲殼蟲Live House(桂城店) | - 首個個人專場音樂會 - 兩場爆滿 - 嘉賓：賀三、四喜丸子      |
| 2023年           |                               |                              |                                                             |
| 6月17日          | 曾比特穿梭巡迴音樂會          | 廣州中央車站展演中心         | - 首個個人售票音樂會 - 8場爆滿 - 嘉賓：毓麟、賀三、四喜丸子 |
| 6月23日          | 曾比特穿梭巡迴音樂會          | 佛山南海影劇院               | - 首個個人售票音樂會 - 8場爆滿 - 嘉賓：毓麟、賀三、四喜丸子 |
| 8月25日          | 曾比特穿梭巡迴音樂會          | 深圳 NuBond Livehouse        | - 首個個人售票音樂會 - 8場爆滿 - 嘉賓：毓麟、賀三、四喜丸子 |
| 9月16日          | 曾比特穿梭巡迴音樂會          | 上海 MAO LiveHouse           | - 首個個人售票音樂會 - 8場爆滿 - 嘉賓：毓麟、賀三、四喜丸子 |
| 9月23日          | 曾比特穿梭巡迴音樂會          | 珠海對白SPACE                | - 首個個人售票音樂會 - 8場爆滿 - 嘉賓：毓麟、賀三、四喜丸子 |
| 10月21日         | 曾比特穿梭巡迴音樂會          | 東莞聚橙院線東城影劇院       | - 首個個人售票音樂會 - 8場爆滿 - 嘉賓：毓麟、賀三、四喜丸子 |
| 11月11日         | 曾比特穿梭巡迴音樂會          | 順德演藝中心劇院             | - 首個個人售票音樂會 - 8場爆滿 - 嘉賓：毓麟、賀三、四喜丸子 |
| 11月18日         | 曾比特穿梭巡迴音樂會          | 成都CH8冇獨空間(完美店)      | - 首個個人售票音樂會 - 8場爆滿 - 嘉賓：毓麟、賀三、四喜丸子 |
| 12月24日         | 曾比特穿梭巡迴音樂會          | 江門演藝中心僑都大劇院       | - 首個個人售票音樂會 - 8場爆滿 - 嘉賓：毓麟、賀三、四喜丸子 |
| 2024年           |                               |                              |                                                             |
| 1月13日          | 曾比特穿梭巡迴音樂會 (收官場) | 廣州中山紀念堂               | - 觀眾 3238（滿） - 嘉賓：毓麟、賀三                        |

### 其他音樂會、大型晚會
| 2025年  | 2025年                                                                                | 2025年                                                              | 2025年                                                                                                 |
| ------- | ------------------------------------------------------------------------------------- | ------------------------------------------------------------------- | --- |
| 日期    | 音樂會名稱                                                                            | 場地                                                                | 備註                                                                                                   |
| 1月1日  | 中央廣電總台、廣東省、香港特別行政區、澳門特別行政區《揚帆遠航大灣區—2025新年音樂會》 | 深中通道西人工島                                                    | - 與張赫煊合唱「壯志組曲」環節                                                                         |
| 1月23日 | 中央廣播電視總台《2024年“經典之夜”年度盛典》                                          | 中央廣播電視總台總部                                                | - 與韓雪合唱                                                                                           |
| 1月28日 | 中央廣播電視總台《2025年中央廣播電視總台春節聯歡晚會》                                | 央視總部（北京總會場） 重慶、湖北武漢、西藏拉薩、江蘇無錫（分會場） | - 首次央視春晚演出 - 首次演唱央視晚會結束曲 - 連同胡夏、孟佳、藍盈瑩、海來阿木、顏人中和黃子弘凡等合唱 |
| 2月12日 | 中央廣播電視總台《中央廣播電視總台元宵晚會2025》                                      | 央視總部（北京總會場） 重慶、湖北武漢、西藏拉薩、江蘇無錫（分會場） | - 首次央視元宵晚會演出 - 個人演唱及與尚雯婕、黃齡、張彬彬、顏人中、吳宣儀和焦邁奇合唱                  |
| 3月1日  | 東華三院《155周年慈善晚宴．未來夢前行》                                               | 香港瑰麗酒店 宴會大禮堂                                             | - 個人演唱                                                                                             |
| 3月16日 | 周慧敏「地老天荒愛一場」巡迴演唱會上海站                                              | 上海體育館                                                          | - 個人演唱及與周慧敏合唱                                                                               |
| 5月3日  | 摩登天空《2025東莞超級草莓音樂節》                                                    | 東莞虎門公園                                                        | - 個人演唱                                                                                             |
| 5月17日 | 衛蘭 OUT OF FRAME 世界巡迴演唱會 - 湛江站                                             | 湛江奧林匹克體育中心綜合訓練館                                      | - 個人演唱及與衛蘭合唱                                                                                 |
| 6月2日  | 香港電台《第46屆十大中文金曲頒獎音樂會》                                              | 香港體育館                                                          | - 優秀流行歌手大獎 - 十大中文金曲獎：《Talk To Me》                                                    |

### 電視電台節目
| 2025年               | 2025年                              | 2025年         | 2025年                                                      |
| -------------------- | ----------------------------------- | -------------- | ----------------------------------------------------------- |
| 日期                 | 節目                                | 角色           | 備註                                                        |
| （10月20日） —2月2日 | 香港電台第二台《畢得鳥劇場》廣播劇  | “Woody”        | - 跨年播放 - 第2、12—13、15—17集                            |
| 1月28日              | CCTV-1 综合《金蛇起舞·中国年味》    | 歌手           | - 與土豆王国合唱                                            |
| 1月29日              | 保良局、無綫電視《新春保良迎金蛇》  | 歌手           | - 個人演唱                                                  |
| 6月14日—             | 浙江衛視、優酷《閃光的夏天 第二季》 | 新聲代參賽歌手 | - 逢星期六（浙江衛視、優酷）、二（優酷） （正在播出，待續） |

### 電影
| 2024年 | 2024年       | 2024年 | 2024年          |
| --- | ------------ | ------ | --------------- |
| 上映日期 | 電影         | 角色   | 備註            |
| 1月19日：中國大陸 1月26日：美國、加拿大 2月 8日 ：台灣、新加坡、泰國、柬埔寨 2月 9日 ：香港、澳門、非洲 2月10日：馬來西亞 2月15日：澳洲、紐西蘭 | 《臨時劫案》 | 大頭   | [ 100 ] [ 101 ] |

### 其他平台的主要演出
| 2024年   | 2024年                                                                                             | 2024年   | 2024年                                                                  |
| -------- | -------------------------------------------------------------------------------------------------- | -------- | ----------------------------------------------------------------------- |
| 日期     | 節目                                                                                               | 角色     | 備註                                                                    |
| 3月20日  | 香港吸煙與健康委員會《香港無煙領先企業大獎 2023》                                                  | 表演嘉賓 | - 個人演唱                                                              |
| 6月21日  | 领展中心城《2024粵港澳大灣區交流音樂會》                                                           | 表演嘉賓 | - 個人演唱                                                              |
| 9月10日  | 中央廣播電視總台《「勇立潮頭大灣區」中央廣播電視總台系列融媒體行動發佈會》                         | 表演嘉賓 | - 連同麥嘉欣和王心妤合唱 - 首次披露慶祝澳門回歸25週年歌曲《盛開到未來》 |
| 9月19日  | ChillGOOD TV 《Music Panda》                                                                       | 表演嘉賓 | - EP44：個人演唱及與陳詠桐合唱                                          |
| 9月30日  | 深圳市福田區委宣傳部、福田區公共文化體育發展中心 《City福田，繽紛樂翻天——繁花綻放 港樂傳奇音樂會》 | 表演嘉賓 | - 個人演唱                                                              |
| 11月23日 | 香港潮屬社團總會《第四屆香港潮州節》                                                               | 表演嘉賓 | - 個人演唱及與潮屬社青年幹部和陽光力量合唱                              |

## 獎項
| 年份   | 頒獎典禮                              | 獎項                    | 備註 |
| ------ | ------------------------------------- | ----------------------- | ---- |
| 2013年 | 全港中學校際歌唱大賽                  | 季軍                    | 獲獎 |
| 2013年 | 觀塘區聯校歌唱比賽 ECHOES             | 冠軍                    | 獲獎 |
| 2014年 | 慈善SING 戰歌唱比賽                   | 公開組 季軍             | 獲獎 |
| 2014年 | 飛躍聲河歌唱比賽                      | 25歲以下組別 冠軍       | 獲獎 |
| 2014年 | 香港知專設計學院歌唱比賽              | 冠軍                    | 獲獎 |
| 2015年 | 「我承諾」青網大使歌唱比賽            | 優異獎                  | 獲獎 |
| 2015年 | 2015 港澳好聲音歌唱比賽               | 全場最高分              | 獲獎 |
| 2015年 | 2015 港澳好聲音歌唱比賽               | 特區總冠軍              | 獲獎 |
| 2015年 | SHOW OFF 歌聲對戰 Vol.3               | 最高得分                | 獲獎 |
| 2015年 | 創富文化銀河新星歌唱比賽              | 冠軍                    | 獲獎 |
| 2015年 | 博藝新星歌唱大賽                      | 冠軍                    | 獲獎 |
| 2015年 | 博藝新星歌唱大賽                      | 最佳台風獎              | 獲獎 |
| 2015年 | 唱出好聲音之沙田工商盃歌唱比賽        | 冠軍                    | 獲獎 |
| 2015年 | 「我們都是這樣啤出來的」歌唱比賽      | 公開比賽組 冠軍         | 獲獎 |
| 2015年 | 我要做歌手＠油尖旺歌唱大賽            | 男子組 冠軍             | 獲獎 |
| 2015年 | 東區K歌之王爭霸戰                     | 亞軍                    | 獲獎 |
| 2015年 | 第一屆KMS全港青年歌唱大賽             | 公開組 冠軍             | 獲獎 |
| 2015年 | 第一屆新藝苗歌唱大賽                  | 公開組 亞軍             | 獲獎 |
| 2015年 | 第六屆我敢唱發SING大比拼              | 青蔥組 冠軍             | 獲獎 |
| 2015年 | 第十一屆YS－K皇爭霸戰                 | 冠軍                    | 獲獎 |
| 2015年 | 葵涌廣場好聲音歌唱比賽                | 冠軍                    | 獲獎 |
| 2015年 | 觀塘區歌唱比賽 2015                   | 學生組 冠軍             | 獲獎 |
| 2015年 | 飛躍舞台SING SING SING 歌唱比賽       | 亞軍                    | 獲獎 |
| 2016年 | KWC世巡迴錦標賽                       | 男子組 季軍             | 獲獎 |
| 2016年 | Cloud Production 唱出夢想歌唱比賽2016 | 公開組 亞軍             | 獲獎 |
| 2016年 | ICMA 大專聯校歌唱比賽                 | 季軍                    | 獲獎 |
| 2016年 | ICMA 大專聯校歌唱比賽                 | Show Off 粵語歌演繹大獎 | 獲獎 |
| 2016年 | ViuTV FWD熱誠SING級                   | 不適用                  | 10強 |
| 2016年 | 中港台澳僑青年歌唱大賽                | 季軍                    | 獲獎 |
| 2016年 | 真・音樂歌唱大賽2016                  | 亞軍                    | 獲獎 |
| 2016年 | 第三十二屆中西區歌唱比賽              | 合唱冠軍                | 獲獎 |
| 2016年 | 觀塘區2016歌唱比賽                    | 公開組 亞軍             | 獲獎 |
| 2017年 | 七星娛樂・星芒初露歌唱大賽            | 冠軍                    | 獲獎 |
| 2017年 | 中山西區聯會「凝心・共聚」歌唱大賽    | 公開組 季軍             | 獲獎 |
| 2017年 | 慶回歸20週年 銀河新星青年歌唱大賽     | 公開組 冠軍             | 獲獎 |
| 2017年 | ICMA大專聯校歌唱大賽                  | 獨唱組 亞軍             | 獲獎 |
| 2017年 | 第8屆國慶盃暨慶回歸20周年歌唱比賽     | 公開組 冠軍             | 獲獎 |
| 2017年 | 第8屆國慶盃暨慶回歸20周年歌唱比賽     | 最佳台風獎              | 獲獎 |
| 2017年 | 《i-Sing 我星我唱》香港區選拔賽       | 冠軍                    | 獲獎 |
| 2017年 | 《i-Sing World》 Yangon Myanmar       | 不適用                  | 殿軍 |
| 2019年 | 粵唱粵好粵語卡拉OK大賽 香港區賽       | 季軍                    | 獲獎 |

| 2021年及以後                        | 2021年及以後                          | 2021年及以後                          | 2021年及以後     | 2021年及以後 |
| 年份                                | 頒獎典禮                              | 獎項                                  | 作品             | 備註         |
| ----------------------------------- | ------------------------------------- | ------------------------------------- | ---------------- | ------------ |
| 2021年                              | 2021勁歌金曲優秀作品第一回            | 得獎金曲                              | 《我不如》       | 獲獎         |
| 2021年                              | 2021年度叱咤樂壇流行榜頒獎典禮        | 叱咤樂壇生力軍男歌手                  | 不適用           | 銅獎         |
| 2021年                              | 2021年度JOOX TOP聽推介全年榜頒獎典禮  | 年度TOP聽推介 本地歌曲                | 《我不如》       | 獲獎         |
| 2021年                              | Apple Music 2021 百大熱門歌曲：港澳   | Apple Music 2021 百大熱門歌曲：港澳   | 《我不如》       | 頭100位      |
| 2021年                              | Spotify 2021 最受歡迎本地金曲（香港） | Spotify 2021 最受歡迎本地金曲（香港） | 《我不如》       | 頭50位       |
| 2021年                              | Spotify 2021 最受歡迎本地金曲（香港） | Spotify 2021 最受歡迎本地金曲（香港） | 《我不是邱比特》 | 頭50位       |
| 2022年                              | 新音樂榜2022原創嘉年華                | 年度榮譽新人獎                        | 不適用           | 獲獎         |
| 2022年                              | 香港金曲頒獎典禮 2021/2022            | 香港金曲金曲奬                        | 《我不如》       | 獲獎         |
| 2022年                              | 香港金曲頒獎典禮 2021/2022            | 香港金曲男新人                        | 不適用           | 金獎         |
| 2022年                              | 聲生不息 初舞台                       | 全場排名第一最受歡迎金曲              | 《初戀》         | 獲獎         |
| 2022年                              | 聲生不息 金曲盛典                     | 飛躍進步獎                            | 不適用           | 獲獎         |
| 2022年                              | 聲生不息 金曲盛典                     | 榮耀戰隊 - 千嬅隊                     | 不適用           | 獲獎         |
| 2022年                              | 披荊斬棘 全能唱演家族誕生夜           | 年度滾燙唱演舞台                      | 《紅雲袍》       | 第三位       |
| 2022年                              | 披荊斬棘 全能唱演家族誕生夜           | 總排名 - 名聲大陣營                   | 不適用           | 第二位       |
| 2022年                              | Yahoo! 搜尋人氣大獎2022               | 熱搜本地男女藝人或組合                | 不適用           | 頭100位      |
| 2022年                              | Yahoo! 搜尋人氣大獎2022               | 樂壇新勢力（男歌手）                  | 不適用           | 獲獎         |
| 2022年                              | 新城勁爆頒獎禮2022                    | 勁爆突破歌手                          | 不適用           | 獲獎         |
| 2022年                              | 新城勁爆頒獎禮2022                    | 勁爆歌曲                              | 《我以為》       | 獲獎         |
| 2022年                              | JOOX TOP聽推介2022年度總選            | 香港樂迷最愛歌手                      | 不適用           | 第一位       |
| 2022年                              | JOOX TOP聽推介2022年度總選            | 全球樂迷最愛歌手                      | 不適用           | 第三位       |
| 2022年                              | Apple Music 2022 百大熱門歌曲：港澳   | Apple Music 2022 百大熱門歌曲：港澳   | 《我不如》       | 頭100位      |
| 2022年                              | Apple Music 2022 百大熱門歌曲：港澳   | Apple Music 2022 百大熱門歌曲：港澳   | 《我不是邱比特》 | 頭100位      |
| 2023年                              | 騰訊浪潮音樂大賞                      | 最佳粵語專輯                          | 《MIKE》         | 提名         |
| 2023年                              | 第二十屆亞洲音樂盛典                  | 年度傳媒推薦男歌手                    | 不適用           | 獲獎         |
| 2023年                              | 新城勁爆頒獎禮2023                    | 勁爆合唱歌曲                          | 《旋轉拍賣》     | 獲獎         |
| 2024年                              |                                       |                                       |                  |              |
| 2024上海國際電影電視節—影視音樂盛典 | 年度電視劇金曲                        | 《再回首》                            | 獲獎             |              |
| 第四十五屆十大中文金曲              | 十大中文金曲獎                        | 《魔氈》                              | 獲獎             |              |
| 第四十五屆十大中文金曲              | 優秀流行歌手大獎                      | 不適用                                | 獲獎             |              |
| 第十五屆華語金曲獎                  | 年度最佳粵語男歌手                    | 《MIKE》                              | 提名             |              |
| 第十五屆華語金曲獎                  | 十大華語金曲（粵語）獎                | 《重見》                              | 獲獎             |              |
| 第十五屆華語金曲獎                  | 我最喜愛的男歌手（香港）獎            | 不適用                                | 獲獎             |              |
| 2024微博音樂盛典                    | 年度期待歌手獎                        | 不適用                                | 獲獎             |              |
| 新城勁爆頒獎禮2024                  | 勁爆十大卓越歌手                      | 不適用                                | 獲獎             |              |
| 新城勁爆頒獎禮2024                  | 勁爆國語力歌曲                        | 《Talk To Me》                        | 金獎             |              |
| 2025年                              | 第四十六屆十大中文金曲                | 十大中文金曲獎                        | 《Talk To Me》   | 獲獎         |
| 2025年                              | 第四十六屆十大中文金曲                | 優秀流行歌手大獎                      | 不適用           | 獲獎         |

## 公益活動
2021年2月4日，曾比特與李幸倪、Eric Kwok一起為SAA保護遺棄動物協會製作短片，讓公眾更了解被遺棄動物的狀況。曾比特曾多次呼籲支持者以捐款給動物救援組織來代替送禮物， 也在社交媒體上為領養動物發言。
2022年6月2日，曾比特為內地《童心瞳行》公益項目擔任「慈善大使」。活動名為《「六六·六地·六百」愛眼行動》，由浙江省教育廳、浙江省衛健委、溫州醫科大學等單位指導，浙江省兒童青少年近視防控工作指導中心、浙江省眼科醫院聯合發起，從溫州連線新疆、西藏、海南、杭州、中國眼谷等六地。在6月6日全國愛眼日，曾比特和溫州市少藝校學生合唱《光明的未來》，通過全國大學生近視防控宣講團聯盟「雲合唱」，在線上線下互動開展。
2022年12月4日，曾比特為關懷愛滋零標籤咖啡車2022擔任「零標籤大使」，讓大眾關注感染者權益及有關愛滋病病毒預防和治療的最新訊息。
由出道至今，曾比特曾為多場大型慈善晚會獻唱籌款，相關慈善團體包括公益金（萬眾同心公益金 2021、2023—24）、保良局（星光熠熠耀保良 2021、2024）、香港明愛（明愛暖萬心 2023—24）、東華三院（歡樂滿東華 2022、2024）、仁濟醫院（慈善星輝仁濟夜 2023—24）及博愛醫院（博愛歡樂傳萬家 2023—24）等。

## 資料來源
1. ↑  多篇來源
  - . 香港經濟日報 TOPick. 2023-01-27  [2023-02-02]. （原始内容存档于2023-02-02） （中文（繁體））.
  - . 香港文匯網. 2022-06-07  [2023-02-02]. （原始内容存档于2023-02-02） （中文（繁體））.
2. ↑  多篇來源
  - . 香港文匯報. 2024-03-21  [2024-05-02]. （原始内容存档于2024-05-21） （中文（繁體））.
  - . 晴報. 第3段. 2023-01-12 （中文（繁體））.
3. ↑  . 明報OL網.   [2023-02-02]. （原始内容存档于2023-04-04） （中文（繁體））.
4. ↑  胡廣欣. . 羊城晚報. 2022-05-26  [2023-03-16]. （原始内容存档于2023-02-02） （中文（简体））.
5. 1 2  . 全港中學校際歌唱大賽官方臉書. 2013-03-13  [2023-03-16] （中文（繁體））.
6. 1 2  . Hong Kong Singer Channel官方臉書. 2015-06-07  [2023-03-16] （中文（繁體））.
7. 1 2  . 銀河新星官方臉書. 2017-06-29  [2023-03-16] （中文（繁體））.
8. 1 2 3  翟浩然. . 明報周刊. 2017-10-21  [2023-03-16]. （原始内容存档于2023-04-04） （中文（繁體））.
9. ↑  多篇來源
  - TOPick. . 2021-02-17  [2023-05-14]. （原始内容存档于2023-03-07） （中文（繁體））.
  - Universal Music Hong Kong. .   [2021-01-23]. （原始内容存档于2021-12-22）.
10. ↑  多篇來源
  - . am730. 2021-03-14  [2025-02-24]. （原始内容存档于2025-04-14） （中文（繁體））.
  - . 星島頭條. 2022-07-24  [2023-04-12]. （原始内容存档于2023-04-18） （中文（繁體））.
11. ↑  . 環球音樂集團官方網站. 2021-08-16  [2023-04-08]. （原始内容存档于2021-12-16） （英语）.
12. ↑  . 明報OL. 2022-01-01  [2022-01-01] （中文（繁體））.
13. ↑  多篇來源
  - 黃梓恒. . 香港01. 2022-07-24  [2023-02-02]. （原始内容存档于2023-04-04） （中文（繁體））.
  - . on.cc東網. 2022-07-24  [2023-02-13]. （原始内容存档于2022-08-27） （中文（繁體））.
14. ↑  多篇來源
  - . 香港經濟日報. 2022-04-24  [2022-04-25]. （原始内容存档于2022-04-25） （中文（繁體））.
  - . 巴士的報. 2022-04-24  [2022-04-25]. （原始内容存档于2024-05-02） （中文（繁體））.
  - . 巴士的報. 2022-04-25 （中文（繁體））.
15. ↑  蘇國豪. . 香港01. 2022-05-07  [2023-02-02]. （原始内容存档于2023-04-04） （中文（繁體））.
16. 1 2  多篇來源
  - . am730. 2022-05-02  [2024-05-02]. （原始内容存档于2022-12-12） （中文（繁體））.
  - 關穎賢. . 香港01. 2022-05-22  [2023-02-13]. （原始内容存档于2022-07-07） （中文（繁體））.
  - . 腾讯新闻. 2022-06-21  [2023-02-13]. （原始内容存档于2023-02-14） （中文（简体））.
17. ↑  . HK01. 2022-07-22  [2024-09-19] （中文（繁體））.
18. ↑  多篇來源
  - . am730. 2022-08-19  [2025-02-24]. （原始内容存档于2025-04-14） （中文（繁體））.
  - . 新Monday. 2022-08-18  [2024-04-06]. （原始内容存档于2024-04-05） （中文（繁體））.
19. 1 2  多篇來源
  - 梁戴. . 大公報. 2022-09-01. （原始内容存档于2023-12-31） （中文（繁體））.
  - . 搜狐. 2022-08-23. （原始内容存档于2023-12-31） （中文（简体））.
  - 朱奕錦. . 香港01. 2022-10-16. （原始内容存档于2023-04-04） （中文（繁體））.
  - . 搜狐. 2022-10-14. （原始内容存档于2023-02-14） （中文（简体））.
20. ↑  多篇來源
  - 陳偉倫. . 官方微博. 2022-10-02  [2023-02-02]. （原始内容存档于2023-02-14） （中文（简体））.
  - 蘇國豪. . 香港01. 2022-11-05  [2023-02-02]. （原始内容存档于2023-04-04） （中文（繁體））.
21. ↑  多篇來源
  - . 廣東音樂之聲官方微信. 2022-06-16  [2023-03-30]. （原始内容存档于2023-03-30）.
  - . 華語金曲榜官方微博. 2022-08-20  [2023-02-13]. （原始内容存档于2023-02-15）.
  - . . 錄音.  01:46:20（第2位） 记录于. 2022-06-24  [2025-01-27]. MusicRadio音樂之聲. （原始内容存档于2025-01-27）.
22. ↑  多篇來源
  - 張坤玉. . 新京報. 2022-04-30  [2023-02-02]. （原始内容存档于2023-02-02） （中文（简体））.
  - . 廣東音樂之聲官方微信. 2022-06-16  [2023-03-30]. （原始内容存档于2023-03-30）.
23. ↑  . 2022-06-10  [2023-02-13]. （原始内容存档于2023-02-14） （中文（繁體））.
24. ↑  多篇來源
  - . 巴士的報. 2022-06-23  [2023-02-13]. （原始内容存档于2023-04-04） （中文（繁體））.
  - . 香港電台官方微博. 2022-06-23  [2023-02-13]. （原始内容存档于2023-02-14） （中文（简体））.
25. 1 2  多篇來源
  - . TVB娛樂新聞台. 2022-08-25  [2023-02-13]. （原始内容存档于2024-05-02） （中文（繁體））.
  - . 藍妹啤酒官方微信. 2022-08-31  [2023-03-07]. （原始内容存档于2023-03-07） （中文（简体））.
26. ↑  多篇來源
  - 香港商報. . 2022-08-31  [2023-02-13]. （原始内容存档于2023-02-14） （中文（简体））.
  - 香港經濟導報. . 2022-08-30  [2023-02-13]. （原始内容存档于2023-04-04） （中文（简体））.
  - . 中國新媒體大會官網. 2022-08-30  [2023-0-13]. （原始内容存档于2023-04-29） （中文（简体））.
27. 1 2  多篇來源
  - . CCTV4官方微博. 2022-08-31  [2023-02-13]. （原始内容存档于2023-02-14） （中文（简体））.
  - 蘇國豪. . 香港01. 2022-09-10  [2023-02-02]. （原始内容存档于2023-04-04） （中文（繁體））.
28. ↑  多篇來源
  - . 中國電影頻道官方微博. 2022-09-09  [2023-02-13]. （原始内容存档于2023-02-14） （中文（简体））.
  - . 中國電影頻道官方微博. 2022-09-10  [2023-02-13]. （原始内容存档于2023-02-14） （中文（简体））.
29. ↑  多篇來源
  - . 加拿大星島A1中文電台. 2023-02-03  [2025-05-14]. （原始内容存档于2025-03-29）.
  - . 廣東音樂之聲官方微信. 2023-01-15  [2023-03-30]. （原始内容存档于2023-03-30）.
  - . 華語金曲榜官方微博. 2023-03-04  [2023-03-06]. （原始内容存档于2023-03-06）.
30. ↑  多篇來源
  - 李文偉. . 星島頭條. 2023-01-08  [2023-03-11]. （原始内容存档于2023-04-04） （中文（繁體））.
  - Anson Tsang. . 明報. 2022-12-29  [2023-04-12]. （原始内容存档于2023-06-04） （中文（繁體））.
31. ↑  多篇來源
  - . TVB東張+娛樂新聞. 2022-12-23  [2024-05-06]. （原始内容存档于2023-06-04） （中文（繁體））.
  - . 都市日報. 第六段. 2022-12-29  [2023-02-21]. （原始内容存档于2023-02-21） （中文（繁體））.
32. ↑  多篇來源
  - . CCTV節目官網. 2023-03-17  [2023-03-17]. （原始内容存档于2023-03-17） （中文（简体））.
  - 文劼. . 文匯報. 2023-06-30. 第8段  [2023-06-30]. （原始内容存档于2023-06-30） （中文（繁體））.
33. ↑  . 2023-03-19  [2023-03-28]. （原始内容存档于2023-03-28） （中文（繁體））.
34. 1 2  . 新浪深圳文娛體育新聞. 2023-05-24  [2023-06-04]. （原始内容存档于2023-06-03） （中文（简体））.
35. 1 2  多篇來源
  - . on.cc東網. 2023-07-04  [2023-07-05]. （原始内容存档于2023-07-05） （中文（繁體））.
  - . 中國娛樂網. 2023-08-28  [2023-09-06]. （原始内容存档于2023-12-07） （中文（简体））.
36. 1 2  胡廣欣. . 羊城晚報. 2023-07-03  [2023-07-05]. （原始内容存档于2023-07-05） （中文（简体））.
37. 1 2  張楠. . 揚子晚報. 2024-01-15  [2024-01-19]. （原始内容存档于2024-01-19） （中文（简体））.
38. ↑  . 晴報. 2023-05-24  [2023-09-06]. （原始内容存档于2023-09-15） （中文（繁體））.
39. ↑  多篇來源
  - . 南方網. 2023-11-25  [2023-12-04]. （原始内容存档于2023-12-04） （中文（简体））.
  - . 南方網. 2023-09-01  [2023-11-24]. （原始内容存档于2023-11-24） （中文（简体））.
  - . 南方網. 2023-12-30  [2023-12-31]. （原始内容存档于2023-12-31） （中文（简体））.
40. ↑  . 新京報. 2023-09-29  [2023-10-05]. （原始内容存档于2023-10-21） （中文（简体））.
41. ↑  . 新浪網. 2023-10-16  [2023-11-24]. （原始内容存档于2023-11-24） （中文（简体））.
42. ↑  多篇來源
  - . on.cc東網. 2023-02-10  [2023-02-13]. （原始内容存档于2023-02-14） （中文（繁體））.
  - 齊森. . 明報周刊. 2023-02-10  [2023-02-13]. （原始内容存档于2023-04-04） （中文（繁體））.
43. ↑  Spotify：Sing Outside the Box - 群星，環球唱片(香港) （页面存档备份，存于），Spotify
44. ↑  多篇來源
  - . TVB. 2024-02-25  [2024-03-10]. （原始内容存档于2024-03-10）.
  - . 廣東廣播電視台音樂之聲. 2024-03-10  [2024-03-10]. （原始内容存档于2024-03-10）.
  - . 華夏原創金曲榜. 第3位. 2024-02-19  [2024-03-10]. （原始内容存档于2024-03-10）.
  - . . 榜單.  01:18:03（第3位） 记录于. 2024-02-08  [2024-03-10]. MusicRadio音樂之聲. （原始内容存档于2024-03-10）.
45. 1 2  . 新浪深圳文娱体育. 2023-12-03  [2023-12-04]. （原始内容存档于2023-12-04） （中文（简体））.
46. 1 2  . am730. 2023-12-30 （中文（繁體））.
47. ↑  多篇來源
  - . 大公報. 2024-01-24  [2024-10-22]. （原始内容存档于2025-04-14） （中文（繁體））.
  - . 新民網-儂好上海. 2024-01-05  [2024-01-06]. （原始内容存档于2024-01-05） （中文（简体））.
  - . 壹蘋新聞網. 2024-01-31 （中文（繁體））.
48. ↑  多篇來源
  - . 香港經濟日報. 2024-05-20  [2024-10-22]. （原始内容存档于2025-02-16） （中文（繁體））.
  - . 經濟日報 (臺灣). 2024-06-18  [2024-10-22]. （原始内容存档于2024-12-18） （中文（繁體））.
49. ↑  多篇來源
  - . Deadline Hollywood. 2025-05-08  [2025-05-11]. （原始内容存档于2025-05-11） （英语）.
  - . Filmin. 2025-05-13 （西班牙语）.
  - . 每日經濟新聞 (韓國). 2025-06-27 （中文（简体））.
  - . IndieWire. 2025-06-18 （英语）.
  - . Variety. 2025-06-19 （英语）.
50. ↑  多篇來源
  - . 文匯報 (香港). 2024-01-18  [2024-10-22]. （原始内容存档于2024-12-15） （中文（繁體））.
  - . TVBS新聞. 2024-02-24  [2024-10-22]. （原始内容存档于2024-03-21） （中文（繁體））.
  - . QQ音樂. 2024-01-25. （原始内容存档于2024-01-25）.
  - . 酷狗音樂. 2024-01-26. （原始内容存档于2024-01-26）.
51. ↑  多篇來源
  - . 華夏原創金曲榜. （第1位）. 2024-04-08  [2024-04-20]. （原始内容存档于2024-04-20）.
  - . 廣東音樂之聲電台官網. （第3位）. 2024-02-11  [2024-03-01]. （原始内容存档于2024-03-01）.
  - . 四川人民廣播電台. （第1位）. 2024-02-03  [2025-01-14]. （原始内容存档于2025-04-14）.
  - . 陝西漢中人民廣播電台. 港台榜（第1位）. 2024-01-31  [2025-01-14]. （原始内容存档于2025-01-14）.
  - . 浙江人民廣播電台音樂調頻. （第4位）. 2024-01-20  [2025-01-14]. （原始内容存档于2025-01-14）.
  - . 環球音樂榜top10. （第1位）. 2024-02-08  [2025-01-14]. （原始内容存档于2025-04-14）.
  - . 新鮮音樂流行歌曲榜. （第1位）. 2024-02-17  [2025-01-14]. （原始内容存档于2025-04-14）.
  - . 新疆人民廣播電台. 雙連冠（第1位）. 2024-02-05  [2025-01-14]. （原始内容存档于2025-04-14）.
  - . CarPlay汽車潮流音樂榜. （第1位）. 2024-02-19  [2025-01-14]. （原始内容存档于2025-04-14）.
52. ↑  多篇來源
  - . . 錄音.  01:05:37（第4位） 记录于. 2024-03-30  [2024-12-30]. 北京音樂廣播. （原始内容存档于2024-12-30）.
  - . 中國歌曲排行榜TOP40官微. （第16位）. 2024-01-29  [2024-03-01]. （原始内容存档于2024-03-01）.
  - . 全球華人歌曲排行榜TOP100官網. （第16位）. 2024-02-03  [2024-03-01]. （原始内容存档于2024-03-03）.
  - . 傳播者號. （港台榜 第8位）. 2024-02-27  [2024-03-01]. （原始内容存档于2024-03-01）.
  - . 華語金曲榜. （第2位）. 2024-05-11  [2025-03-12]. （原始内容存档于2025-04-14）.
53. ↑  多篇來源
  - . 華語金曲榜. （第2位）. 2024-08-09.
  - . QQ音樂. （第2位）. 2024-07-11. （原始内容存档于2024-07-11）.
  - . 四川廣播電台. （第1位）. 2024-07-23.
  - . 湖州廣播電視總台. （第1位）. 2024-07-14  [2025-05-11]. （原始内容存档于2025-04-09） （中文（简体））.
  - . 漢中廣播電台. （第3位）. 2024-07-19.
  - . 欽州電台陳皓. （第1位）. 2024-07-13.
  - . 全球華語唱片風雲榜. （第1位）. 2024-07-11.
  - . 環球音樂榜top10. （第1位）. 2024-07-23 （中文（简体））.
  - . 新鮮音樂流行歌曲榜. （第1位）. 2024-07-10.
  - . iPlay最爱音乐榜. （第1位）. 2024-07-15.
  - . CarPlay汽車潮流音樂榜. （第1位）. 2024-07-29.
54. ↑  Spotify：傾城（劇集《婚後事》主題曲） - Mike 曾比特，Universal Music Ltd. （页面存档备份，存于），Spotify
55. ↑  多篇來源
  - . kworb.net. 第1位. 2024-03-04. （原始内容存档于2024-03-03） （英语）.
  - . kworb.net. 第1位. 2024-03-07. （原始内容存档于2024-03-06） （英语）.
56. ↑  多篇來源
  - . kworb.net. 第5位. 2024-03-17. （原始内容存档于2024-03-17） （英语）.
  - . kworb.net. 第5位. 2024-04-04. （原始内容存档于2024-04-04） （英语）.
  - . kworb.net. 第5位. 2024-04-05. （原始内容存档于2024-04-05） （英语）.
57. ↑  多篇來源
  - . 酷狗音樂. 2024-03-04. （原始内容存档于2024-03-04）.
  - . KKBOX. 2024-03-31. （原始内容存档于2024-03-31） （英语）.
  - . KKBOX. 2024-03-31. （原始内容存档于2024-03-31） （英语）.
  - . KKBOX. 2024-03-31. （原始内容存档于2024-03-31） （英语）.
  - . KKBOX. 2024-03-31. （原始内容存档于2024-04-05）.
58. 1 2  多篇來源
  - . 央視新聞. 2024-09-10  [2024-09-18]. （原始内容存档于2024-12-18） （中文（简体））.
  - . 環球音樂集團.   [2024-09-18]. （原始内容存档于2024-09-18） （中文（简体））.
59. ↑  多篇來源
  - . 大公文匯網. 2024-09-17  [2025-02-28]. （原始内容存档于2025-04-14） （中文（繁體））.
  - . 中國時報. 2024-09-18  [2025-02-28]. （原始内容存档于2025-04-14） （中文（繁體））.
  - . CCTV4. 2024-09-15  [2024-09-18]. （原始内容存档于2024-09-18） （中文（简体））.
60. ↑  多篇來源
  - . 東網on.cc. 2024-09-22  [2024-09-27]. （原始内容存档于2024-12-18） （中文（繁體））.
  - . 星島環球網. 2024-09-22  [2024-09-27]. （原始内容存档于2025-04-14） （中文（简体））.
61. ↑  多篇來源
  - . 極目新聞. 2024-09-06 （中文（简体））.
  - . 揚子晚報. 2024-10-18 （中文（简体））.[]
  - . 東網on.cc. 2024-10-30  [2024-11-03]. （原始内容存档于2024-12-18） （中文（繁體））.
  - . 北京青年報. 2024-09-12  [2024-09-18]. （原始内容存档于2024-09-18） （中文（简体））.
62. ↑  多篇來源
  - . 酷狗音樂. 第1位《碌卡》. 2024-09-09. （原始内容存档于2024-10-08）.
  - . 酷狗音樂. 第1位《倒數》. 2024-10-07.
  - . 酷狗音樂. 第2位《愛》. 2024-10-14.
  - . 酷狗音樂. 第2位《白玫瑰+紅玫瑰》、第3位《敢愛敢做》. 2024-10-29.
63. 1 2  . 明報. 2024-10-11  [2024-10-20]. （原始内容存档于2025-04-14） （中文（繁體））.
64. ↑  多篇來源
  - . 巴士的報. 2024-10-23  [2024-10-23]. （原始内容存档于2024-12-18） （中文（繁體））.
  - . 東方日報 (馬來西亞). 2024-10-20 （中文（繁體））.
  - . 中國報. 2024-10-20  [2024-10-23]. （原始内容存档于2025-01-19） （中文（简体））.
65. ↑  多篇來源
  - Spotify：Talk To Me - Mike 曾比特，Universal Music Ltd. （页面存档备份，存于），Spotify
  - Apple Music：Talk To Me - Mike 曾比特，Universal Music Ltd. （页面存档备份，存于），Apple Music
66. ↑  多篇來源
  - . 新城電台. 2024-11-23. （原始内容存档于2024-11-23）.
  - . 新城電台. 2024-11-30. （原始内容存档于2024-12-11）.
  - . 新城八大家. 2024-12-06  [2024-12-11]. （原始内容存档于2025-04-14）.
  - . 巴士的報. 2024-12-08  [2025-06-08]. （原始内容存档于2025-04-14） （中文（繁體））.
67. ↑  多篇來源
  - . 中央廣播電視總台（粵港澳大灣區之聲）. （第1位）. 2024-12-30.
  - . .  25:55（第3位） 记录于. 2024-12-09  [2025-01-01]. 中央人民廣播電台（MusicRadio音樂之聲）. （原始内容存档于2025-04-14）.
  - . 廣東音樂之聲. （第1位）. 2025-01-25  [2025-01-25]. （原始内容存档于2025-04-14）.
  - . QQ音樂. （第2位）. 2025-01-23.
  - . 酷狗音樂. 空降（第1位）. 2024-11-18. （原始内容存档于2024-12-11）.
  - . 四川人民廣播電台. （第1位）. 2024-12-09  [2025-01-01]. （原始内容存档于2025-04-14）.
  - . 陝西漢中人民廣播電台. 港台榜（第1位）. 2024-12-01.
  - . 環球音樂榜top10. （第1位）. 2024-12-17  [2025-01-01]. （原始内容存档于2025-04-14）.
  - . 新鮮音樂流行歌曲榜. （第1位）. 2024-12-03  [2025-01-01]. （原始内容存档于2025-04-14）.
  - . 新疆人民廣播電台. （第1位）. 2024-12-12  [2025-01-01]. （原始内容存档于2025-04-14）.
  - . CarPlay汽車潮流音樂榜. （第1位）. 2024-12-23  [2025-01-01]. （原始内容存档于2025-04-14）.
68. 1 2  多篇來源
  - . 東方衛視. 第六段. 2024-06-14  [2024-06-15]. （原始内容存档于2024-06-15） （中文（简体））.
  - . 揚子晚報. 2024-06-19  [2024-06-19]. （原始内容存档于2024-06-20） （中文（简体））.
  - . 東網on.cc. 2024-06-20  [2024-06-21]. （原始内容存档于2024-06-21） （中文（繁體））.
69. 1 2  . 明報. 2024-06-23  [2024-09-08]. （原始内容存档于2024-06-24） （中文（繁體））.
70. 1 2  多篇來源
  - . 華語金曲獎官網. 2024-06-30  [2024-07-02]. （原始内容存档于2024-07-01） （中文（简体））.
  - . 華語金曲獎官網. 2024-06-03 （中文（简体））.
71. 1 2  多篇來源
  - . China Internet Information Center. 2024-10-01  [2025-02-24]. （原始内容存档于2024-12-06） （英语）.
  - . 新京報 千龍網. 2024-09-27  [2024-09-27]. （原始内容存档于2025-02-26） （中文（简体））.
  - . 東網on.cc. 2024-09-29  [2024-10-01]. （原始内容存档于2025-02-26） （中文（繁體））.
72. 1 2  . 星島日報. 2024-12-28  [2024-12-29]. （原始内容存档于2025-04-14） （中文（繁體））.
73. ↑  Spotify：養分 - Mike 曾比特，Universal Music Ltd. （页面存档备份，存于），Spotify
74. ↑  多篇來源
  - . QQ音樂. 2025-01-23. （原始内容存档于2025-01-27）.
  - . 環球音樂榜top10. 2025-01-23  [2025-01-25]. （原始内容存档于2025-04-14）.
75. ↑  多篇來源
  - . 香港電台. 2025-03-01. （原始内容存档于2025-03-01）.
  - . 新城電台. 2025-03-15. （原始内容存档于2025-03-15）.
  - . 四川廣播電台. 2025-02-23.
  - . 浙江電台音樂調頻《中國新歌榜》. 2025-03-06.
  - . 湖州廣播電視總台. 2025-02-15  [2025-05-11]. （原始内容存档于2025-04-09）.
  - . 漢中音樂廣播. 2025-02-12.
  - . 欽州電台陳皓. 2025-03-01.
  - . 全球華語唱片風雲榜. 2025-02-17.
  - . 環球音樂榜top10. 2025-02-12.
  - . 新鮮音樂流行歌曲榜. 2025-02-13.
  - . iPlay最愛音樂榜. 2025-01-27.
  - . CarPlay汽車潮流音樂榜. 2025-03-03.
  - . MY FM. 2025-03-29. （原始内容存档于2025-03-29）.
  - . XUAN. 2025-04-04.
  - . XUAN. 2025-03-28.
  - . XUAN. 2025-03-21.
  - . XUAN. 2025-03-14.
  - . XUAN. 2025-03-07.
  - . XUAN. 2025-02-21.
76. 1 2  多篇來源
  - . 央視新聞. 2025-01-28  [2025-02-14]. （原始内容存档于2025-02-17） （中文（简体））.
  - . 騰訊網光影新上地. 2025-01-28  [2025-01-30]. （原始内容存档于2025-04-14） （中文（简体））.
  - . 東周網. 2025-01-28  [2025-06-08]. （原始内容存档于2025-04-14） （中文（繁體））.
77. 1 2  . 央視新聞. 2025-02-12  [2025-02-13]. （原始内容存档于2025-04-14） （中文（简体））.
78. 1 2  多篇來源
  - . CCTV節目官網. 2025-01-01  [2025-01-01]. （原始内容存档于2025-04-16） （中文（简体））.
  - . 大公文匯網. 2025-01-01  [2025-01-01]. （原始内容存档于2025-04-14） （中文（繁體））.
79. 1 2  多篇來源
  - . CCTV節目官網. 2025-01-23  [2025-01-25]. （原始内容存档于2025-04-14） （中文（简体））.
  - . CCTV-4中文國際頻道. 2025-01-23  [2025-02-14]. （原始内容存档于2025-04-14） （中文（简体））.
80. 1 2 3  多篇來源
  - . 明報即時娛樂. 2025-06-02  [2025-06-08]. （原始内容存档于2025-06-03） （中文（繁體））.
  - . 東網on.cc. 2025-06-02 （中文（繁體））.
81. ↑  多篇來源
  - . 香港經濟日報. 2024-07-15  [2024-10-20]. （原始内容存档于2024-07-15） （中文（繁體））.
  - . 東周刊. 2024-03-13 （中文（繁體））.
82. ↑  多篇來源
  - . 星島電子報. 2025-01-01  [2025-06-08]. （原始内容存档于2025-04-14） （中文（繁體））.
  - . 東網on.cc. 2024-12-18  [2025-01-02]. （原始内容存档于2025-04-14） （中文（繁體））.
  - . 東網on.cc. 2024-11-17. （第3段）  [2025-01-02]. （原始内容存档于2025-04-14） （中文（繁體））.
83. ↑  多篇來源
  - . on.cc東網. 2022-05-16  [2023-02-02]. （原始内容存档于2023-02-02） （中文（香港））.
  - 林迅景. . 香港01. 2023-01-16  [2023-02-02]. （原始内容存档于2023-04-04） （中文（香港））.
84. ↑  多篇來源
  - . 星島日報. 2022-02-15 （中文（繁體））.
  - . 明報周刊. 2022-02-13 （中文（繁體））.
85. ↑  . . 錄音.  00:42:18 记录于. 2025-01-10  [2025-01-15]. 香港電台第二台. （原始内容存档于2025-01-15） （中文（繁體））.
86. ↑  多篇來源
  - . 泓泉文化(主辦)官方微博. 2023-08-02  [2023-08-02]. （原始内容存档于2023-08-02） （中文（简体））.
  - . 中國娛樂網. 2023-09-19  [2023-09-20]. （原始内容存档于2023-10-22） （中文（简体））.
87. ↑  多篇來源
  - . 泓泉文化(主辦)官方微博. 2023-08-07  [2023-08-11]. （原始内容存档于2023-08-11） （中文（简体））.
  - . 寶麗金唱片官方微博. 2023-09-24  [2023-10-22]. （原始内容存档于2023-10-31） （中文（简体））.
88. ↑  多篇來源
  - . 泓泉文化(主辦)官方微博. 2023-09-14  [2023-09-14]. （原始内容存档于2023-10-21） （中文（简体））.
  - . 寶麗金唱片官方微博. 2023-10-22  [2023-11-22]. （原始内容存档于2023-11-22） （中文（简体））.
89. ↑  多篇來源
  - . 泓泉文化(主辦)官方微博. 2023-09-22  [2023-09-23]. （原始内容存档于2023-10-21） （中文（简体））.
  - . 寶麗金唱片官方微博. 2023-11-12  [2023-11-22]. （原始内容存档于2023-11-22） （中文（简体））.
90. ↑  多篇來源
  - . 泓泉文化(主辦)官方微博. 2023-10-19  [2023-10-21]. （原始内容存档于2023-10-31） （中文（简体））.
  - . 寶麗金唱片官方微博. 2023-11-19  [2023-11-22]. （原始内容存档于2023-11-22） （中文（简体））.
91. ↑  多篇來源
  - . 泓泉文化(主辦)官方微博. 2023-11-23  [2023-11-23]. （原始内容存档于2023-11-23） （中文（简体））.
  - . 環球音樂集團官方微博. 2023-12-25  [2023-12-27]. （原始内容存档于2023-12-27） （中文（简体））.
92. ↑  . 人民日報. 2024-12-25  [2025-01-30]. （原始内容存档于2025-04-14） （中文（简体））.
93. ↑  . 東華三院. 2025-03-05  [2025-03-10]. （原始内容存档于2025-04-29） （中文（繁體））.
94. ↑  . 東網 on.cc. 2025-03-19  [2025-03-20]. （原始内容存档于2025-04-14） （中文（繁體））.
95. ↑  多篇來源
  - . 南方財經網. 2025-05-05  [2025-05-13]. （原始内容存档于2025-05-13） （中文（简体））.
  - . 羊城晚報. 2025-05-06  [2025-05-13]. （原始内容存档于2025-05-13） （中文（简体））.
  - . 東網 on.cc. 2025-05-06  [2025-05-13]. （原始内容存档于2025-05-13） （中文（繁體））.
96. ↑  多篇來源
  - . 星島日報. 2025-05-19 （中文（繁體））.
  - . 文匯報. 2025-05-19 （中文（繁體））.
97. ↑  多篇來源
  - . CCTV節目官網. 2025-01-28  [2025-01-30]. （原始内容存档于2025-04-14） （中文（简体））.
  - . 騰訊網. 2025-01-27  [2025-01-30]. （原始内容存档于2025-04-14） （中文（简体））.
98. ↑  王玥晨. . 香港01. 2025-01-29  [2025-01-30]. （原始内容存档于2025-01-31） （中文（繁體））.
99. ↑  . 中國日報. 2025-06-13 （中文（简体））.
100. ↑  多篇來源
  - . am730. 2024-02-13  [2025-06-08]. （原始内容存档于2025-04-14） （中文（繁體））.
  - . 臨時劫案官方微博. 2023-11-07  [2023-11-23]. （原始内容存档于2023-11-23） （中文（简体））.
101. ↑  多篇來源
  - . 國際銀幕. 2024-01-20  [2024-01-24]. （原始内容存档于2024-01-22） （英语）.
  - . Cinema Online Malaysia.   [2024-01-24]. （原始内容存档于2024-01-24） （英语）.
102. ↑  . 文匯報 (香港). 2024-03-20  [2024-03-24]. （原始内容存档于2024-03-24） （中文（香港））.
103. ↑  多篇來源
  - . 新浪深圳. 2024-06-22 （中文（简体））.
  - . 大公網. 2024-06-22  [2024-08-11]. （原始内容存档于2024-08-11） （中文（简体））.
  - . 新京報. 2024-06-28  [2024-08-11]. （原始内容存档于2024-08-11） （中文（简体））.
104. ↑  . ChillGOOD TV. 2024-09-19 （中文（繁體））.
105. ↑  多篇來源
  - . 文匯報 (香港). 2024-10-01  [2024-10-01]. （原始内容存档于2024-10-01） （中文（繁體））.
  - . 香港商報. 2024-09-30  [2024-10-01]. （原始内容存档于2025-04-14） （中文（繁體））.
106. ↑  多篇來源
  - . am730. 2024-11-25 （中文（繁體））.
  - . 星島日報. 2024-11-23 （中文（繁體））.
107. ↑  . i-Sing Hong Kong官方臉書. 2017-09-12  [2023-03-16] （中文（繁體））.
108. ↑  . OFFBEAT. 2014-05-07  [2023-03-16]. （原始内容存档于2023-03-17） （中文（繁體））.
109. ↑  . 保護知識產權大聯盟官網. 2015-08-08  [2023-03-16]. （原始内容存档于2022-11-30） （中文（繁體））.
110. ↑  . 啤老師音樂教室 官方臉書. 2015-09-26  [2023-03-16]. （原始内容存档于2023-03-18） （中文（繁體））.
111. ↑  . 新藝苗官方臉書. 2015-11-01  [2023-03-16] （中文（繁體））.
112. ↑  . 觀塘民聯會官網. 2015-10-31  [2023-03-16]. （原始内容存档于2023-04-04） （中文（繁體））.
113. ↑  . 官方臉書. 2016-12-29  [2023-03-16] （中文（繁體））.
114. ↑  . 啤老師音樂教室官方臉書. 2017-02-20  [2023-03-16] （中文（繁體））.
115. ↑  . 元朗工商官方臉書. 2017-11-21  [2023-03-16] （中文（繁體））.
116. ↑  . Hong Kong Singer Channel. 2019-03-04  [2023-03-16] （中文（繁體））.
117. ↑  . JOOX Hong Kong. 2022-01-19  [2024-05-05] （中文（繁體））.
118. ↑  . Apple Music.   [2023-03-18]. （原始内容存档于2023-04-04） （中文（繁體））.
119. ↑  . U Lifestyle 港生活. 2021-12-03  [2023-12-04] （中文（繁體））.
120. ↑  . 新Monday. 2022-06-09  [2023-03-16]. （原始内容存档于2023-04-04） （中文（繁體））.
121. ↑  . 香港經濟日報 TOPick. 2022-07-10  [2023-03-16]. （原始内容存档于2023-03-17） （中文（繁體））.
122. ↑  多篇來源
  - . JOOX Hong Kong. 2023-01-21  [2023-03-16] （中文（繁體））.
  - . JOOX Hong Kong. 2023-01-21  [2023-03-16] （中文（繁體））.
123. ↑  . Apple Music.   [2023-03-18]. （原始内容存档于2023-04-04） （中文（繁體））.
124. ↑  多篇來源
  - 孫青揚. . 新浪新聞中心. 2023-03-27  [2023-04-26]. （原始内容存档于2023-04-26） （中文（简体））.
  - . 騰訊音樂浪潮評委會官方網站. 2023-04-26  [2023-04-26]. （原始内容存档于2023-04-26） （中文（简体））.
125. ↑  . 香港電台官網. 19:26(捐款代買禮). 2024-01-14  [2023-04-02]. （原始内容存档于2023-04-02） （中文（繁體））.
126. ↑  多篇來源
  - . 保護遺棄動物協會官方臉書. 2021-02-06  [2023-03-11] （中文（香港））.
  - 曾比特. . 官方臉書. 2021-11-01  [2023-03-11] （中文（香港））.
127. ↑  多篇來源
  - . 中華網. 2022-06-06  [2023-03-11]. （原始内容存档于2023-03-11） （中文（简体））.
  - . 騰訊網. 2022-06-07  [2023-03-11]. （原始内容存档于2023-03-11） （中文（简体））.
128. ↑  . Stars HK. 2022-12-06  [2023-03-11]. （原始内容存档于2023-03-11） （中文（香港））.

## 外部連結
- MikE曾比特的Instagram帳戶
- MikE曾比特的Facebook專頁
- YouTube上的MikE曾比特頻道
- MikE曾比特的新浪微博
- MikE曾比特的小红書
- 曾比特Mike的哔哩哔哩个人空间
- MikE曾比特的抖音号 （页面存档备份，存于）
- MikE曾比特 官方歌迷會的Instagram帳戶
- MikE曾比特 官方歌迷會的Facebook專頁
- MikE曾比特 官方歌迷會的新浪微博
- MikE曾比特 官方歌迷會的小紅書